# Азіз Несін
Азіз Несін (20 грудня 1915, Хейбеліада, Туреччина — 6 липня 1995, Чешме, Туреччина) — турецький письменник та гуморист кримськотатарського походження. Автор понад 100 книг, які були перекладені понад 30 мовами. Справжнє ім'я Мехмет Нусрет Несін.

## Біографія
Народився в Хейбеліаді в кримськотатарській родині. Після служби в армії редагував сатиричні журнали соціалістичного спрямування. Неодноразово зазнавав арешту за свої політичні погляди. Після державного перевороту 1980 року виступив з петицією протесту проти утисків інтелігенції. Був головою Турецької спілки письменників. Боровся за свободу слова в Туреччині.
1972 року заснував Фонд Несіна для допомоги бідним дітям і передав фонду права на свої твори в Туреччині та інших країнах.